# Данченко, Олег Сергеевич
Оле́г Серге́евич Да́нченко (укр. Оле́г Сергі́йович Да́нченко; 1 августа 1994, Запорожье, Украина) — украинский футболист, защитник.

## Биография
Воспитанник ДЮСШ запорожского «Металлурга». В детско-юношеской футбольной лиге Украины Олег выступал с 2007 по 2009 год за «Металлург». Свой последний матч в составе команды ДЮСШ Данченко провел 6 июня 2009 года против юношей из УФК Днепропетровск, матч закончился со счетом 2:2.
После окончания выступлений в школе Олег перешёл в хмельницкое «Динамо», которое выступало тогда во второй лиге чемпионата Украины. Два года провел без участия в общенациональных соревнованиях. Но в сезоне 2010/11 Олегу удалось пробиться в основной состав команды. Так, 16 апреля 2011 года юноша впервые вышел на поле в матче против белоцерковской «Роси», который «подоляне» проиграли со счетом 3:0. Олег в тот день сыграл 62 минуты, однако так и не забил гол. Той же весной до окончания сезона молодой футболист сыграл ещё пять матчей. Свой первый мяч во взрослом футболе Данченко забил 7 мая того же года в матче против черниговской «Десны». В следующем сезоне футболист сыграл двенадцать матчей.
В феврале 2012 года Олег перешёл в футбольный клуб «Черноморец» из города Одесса. Первые два года Данченко играл в молодёжном (U-21) и юношеском составах команды (U-19). За этот период спортсмен сыграл 36 матчей в U-21, в которых забил четыре гола, и один матч в команде U-19. После того, как в 2014 году из основной команды клуба ушло пять опытных легионеров, у «Черноморца» возникла проблема в недоборе кадров. Именно тогда Олег получил место в основном составе команды «моряков». Футболист дебютировал в высшем дивизионе украинского чемпионата 22 марта 2014 года, в матче против симферопольской «Таврии», который закончился со счетом 0:0. Олег в том матче вышел в стартовом составе команды и был заменен на 72-й минуте Торнике Окриашвили. А уже 6 апреля Олег в матче против запорожского «Металлурга», который закончился со счетом 3:0, отдал свою первую в профессиональном футболе голевую передачу на Алексея Гая. А уже 13 мая Данченко вместе с его одноклубником Артёмом Филимоновым был вызван в молодёжную сборную Украины, но так в ней и не дебютировал. В июне 2015 года был вызван наставником украинской «молодёжки» Сергеем Ковальцом для участия в Мемориале Лобановского. На этом турнире «жёлто-синие» заняли второе место, а Данченко принял участие в обоих матчах.
29 февраля 2016 перешёл в донецкий «Шахтёр», оставшись в составе «Черноморца» до конца сезона 2015/16 на условиях аренды.
В 2018 году вызывался во взрослую сборную Украины на матчи Лиги Нации группы В против Чехии и Словакии.
1 февраля 2019 года на правах аренды стал игроком красноярского «Енисея». Соглашение рассчитано до конца сезона 2018/2019.
В июне 2019 года Олег Данченко подписал контракт с казанским «Рубином». Дебютировал Данченко за казанцев в матче первого тура против «Локомотива» и отметился голевой передачей. Всего за «Рубин» украинский защитник провел 19 матчей. В августе 2020 года «Уфа» подписала с Данченко арендное соглашение. В январе 2021 года башкирский клуб планировал продолжить сотрудничество с Данченко, но «Рубин» предпочел осуществить полноценный трансфер игрока в греческий АЕК.

## Личная жизнь
В 2022 году жена футболиста Виктория погибла в ДТП под Одессой.
В 2023 году Данченко пережил инфаркт на тренировке команды на сборах в Турции.

## Достижения
«Шахтёр» (Донецк)
- Чемпион Украины: 2018/19
- Обладатель Кубка Украины: 2018/19

«Заря» (Луганск)
- Бронзовый призёр чемпионата Украины: 2022/23

## Статистика
| Выступление          | Выступление      | Выступление      | Лига | Лига | Кубки | Кубки | Еврокубки | Еврокубки | Итого | Итого |
| Клуб                 | Лига             | Сезон            | Игры | Голы | Игры  | Голы  | Игры      | Голы      | Игры  | Голы  |
| -------------------- | ---------------- | ---------------- | ---- | ---- | ----- | ----- | --------- | --------- | ----- | ----- |
| Динамо (Хмельницкий) | Вторая лига      | 2010/11          | 6    | 1    | 0     | 0     | —         | —         | 6     | 1     |
| Динамо (Хмельницкий) | Вторая лига      | 2011/12          | 11   | 1    | 1     | 0     | —         | —         | 12    | 1     |
| Динамо (Хмельницкий) | Итого            | Итого            | 17   | 2    | 1     | 0     | —         | —         | 18    | 2     |
| Черноморец (Одесса)  | Премьер-лига     | 2011/12          | 0    | 0    | 0     | 0     | —         | —         | 0     | 0     |
| Черноморец (Одесса)  | Премьер-лига     | 2012/13          | 0    | 0    | 0     | 0     | —         | —         | 0     | 0     |
| Черноморец (Одесса)  | Премьер-лига     | 2013/14          | 8    | 0    | 1     | 0     | —         | —         | 9     | 0     |
| Черноморец (Одесса)  | Премьер-лига     | 2014/15          | 15   | 0    | 2     | 0     | 1         | 0         | 18    | 0     |
| Черноморец (Одесса)  | Премьер-лига     | 2015/16          | 21   | 0    | 2     | 0     | —         | —         | 23    | 0     |
| Черноморец (Одесса)  | Премьер-лига     | → 2016/17        | 24   | 0    | 0     | 0     | —         | —         | 24    | 0     |
| Черноморец (Одесса)  | Итого            | Итого            | 68   | 0    | 5     | 0     | 1         | 0         | 74    | 0     |
| Шахтёр (Донецк)      | Премьер-лига     | 2018/19          | 9    | 0    | 2     | 1     | 1         | 0         | 12    | 1     |
| Шахтёр (Донецк)      | Итого            | Итого            | 9    | 0    | 2     | 1     | 1         | 0         | 12    | 1     |
| → Анжи               | Премьер-лига     | 2017/18          | 28   | 3    | 1     | 0     | —         | —         | 29    | 3     |
| → Анжи               | Итого            | Итого            | 28   | 3    | 1     | 0     | —         | —         | 29    | 3     |
| → Енисей             | Премьер-лига     | 2018/19          | 11   | 0    | 0     | 0     | —         | —         | 11    | 0     |
| → Енисей             | Итого            | Итого            | 11   | 0    | 0     | 0     | —         | —         | 11    | 0     |
| Рубин                | Премьер-лига     | 2019/20          | 19   | 0    | 1     | 0     | —         | —         | 20    | 0     |
| Рубин                | Итого            | Итого            | 19   | 0    | 1     | 0     | —         | —         | 20    | 0     |
| → Уфа                | Премьер-лига     | 2020/21          | 15   | 0    | 2     | 0     | —         | —         | 17    | 0     |
| → Уфа                | Итого            | Итого            | 15   | 0    | 2     | 0     | —         | —         | 17    | 0     |
| АЕК (Афины)          | Суперлига        | 2020/21          | 7    | 0    | 4     | 0     | —         | —         | 11    | 0     |
| АЕК (Афины)          | Итого            | Итого            | 7    | 0    | 4     | 0     | —         | —         | 11    | 0     |
| Всего за карьеру     | Всего за карьеру | Всего за карьеру | 174  | 5    | 16    | 1     | 2         | 0         | 192   | 6     |